# Jim Robertson (Offizier)
James „Jim“ Alexander Rowland Robertson, CB, CBE, DSO&Bar (* 23. März 1910 in Nainital, United Provinces of Agra and Oudh, Britisch-Indien; † 11. Februar 2004) war ein britischer Offizier und zuletzt Generalmajor der British Army, der unter anderem zwischen 1958 und 1961 Kommandeur der 17th Gurkha Division war.

## Leben
James „Jim“ Alexander Rowland Robertson war der Sohn von James Currie Robertson, CIE, CMG, CBE, der als Oberst in der Britisch-Indischen Armee diente, und Catherine Rowland Jones. Er absolvierte nach dem Besuch des Epsom College eine Offiziersausbildung am Royal Military College Sandhurst und wurde nach dem Abschluss 1930 als Second Lieutenant in das Leichte Infanterieregiment King’s Own Yorkshire Light Infantry übernommen. In den folgenden Jahren folgten zahlreiche Verwendungen als Offizier und Stabsoffizier, wobei er zwischenzeitlich zum Schützenregiment 6th Queen Elizabeth's Own Gurkha Rifles versetzt nach Britisch-Indien versetzt wurde. Für seine Verdienste wurde er 1942 Member des Order of the British Empire (MBE) und war während des Zweiten Weltkrieges zwischen 1944 und 1945 Kommandeur des 1. Bataillons der 7th Duke of Edinburgh’s Own Gurkha Rifles. Für seine militärischen Verdienste in Burma wurde er 1944 auch zum Companion des Distinguished Service Order (DSO) ernannt und erhielt zudem 1945 eine Spange (Bar) zum DSO.
Am 9. Juli 1945 wurde er Kommandeur der zur Britisch-Indischen Armee gehörenden und in Burma eingesetzten 48. Indischen Brigade (Commanding Officer, 48th Indian Brigade) und bekleidete dieses Kommando bis August 1947. Nachdem er 1947 für einige Zeit Instrukteur am Staff College Quetta war, war er von 1947 bis 1948 Kommandeur des 1. Bataillons der 6th Queen Elizabeth's Own Gurkha Rifles. 1948 war er erst Erster Generalstabsoffizier (General Staff Officer 1) im Planungsstab der Gurkhas und danach Erster Generalstabsoffizier im Generalstab der Truppen in British Malaya, ehe er zwischen 1948 und 1949 als Brigadegeneral im Generalstab der Truppen in British Malaya fungierte. Für seine Verdienste in jener Zeit wurde er 1949 zum Officer des Order of the British Empire (OBE) ernannt. Nachdem er von 1950 bis 1952 als Erster Generalstabsoffizier Dienst im Kriegsministerium (War Office) versehen hatte, fungierte er zwischen 1952 und 1954 als Erster Generalstabsoffizier bei dem in Deutschland stationierten I. Korps (I Corps). Als Brigadier war er von Februar 1955 bis November 1957 Kommandeur der 51. Selbständigen Brigade (Commanding, 51st Independent Brigade) und wurde für seine Verdienste in dieser Zeit 1956 auch zum Commander des Order of the British Empire (CBE) ernannt.
Als Major-General übernahm Jim Robertson im Mai 1958 von Generalmajor Richard Anderson den Posten als Kommandeur  17. Gurkha-Division (General Officer Commanding, 17th Gurkha Division), die damals zu den Überseeischen Landstreitkräften des Commonwealth of Nations (Overseas Commonwealth Land Forces) gehörte. Auf diesem blieb er bis Februar 1961 und wurde daraufhin von Generalmajor Walter Walker abgelöst. Zugleich war er in Personalunion zwischen Mai 1958 und Februar 1961 Kommandierender Generalmajor der Brigade of Gurkhas. 1958 wurde er aufgrund seiner Verdienste auch zum Companion des Order of the Bath ernannt. Er war ferner zwischen Mai 1961 und Juni 1963 in Aden Kommandeur der Landstreitkräfte im Kommando Mittlerer Osten (General Officer Commanding, Land Forces Middle East) sowie zuletzt von 1963 bis zu seinem Eintritt in den Ruhestand 1964 im Kriegsministerium Verbindungsoffizier zu den Gurkhas (Gurkha Liaison Officer, War Office)
Robertson war zwei Mal verheiratet. 1949 heiratete er Ann Tosswill, die kurz nach ihrer Heirat an Polio starb. 1972 heiratete er in zweiter Ehe Joan Eileen Abercromby, Tochter von Keith Douglas Abercromby, der während des Zweiten Weltkrieges als Squadron Leader in der Royal Air Force (RAF) diente, und Eva Winifred Wright.